# Río Grande de Santiago
Río Grande de Santiago je řeka v Mexiku (státy Jalisco, Nayarit). Je přibližně 500 km dlouhá. Povodí má rozlohu 125 000 km².

## Průběh toku
Odtéká z jezera Chapala. Protéká v úzké soutěsce hřbet západní Sierry Madre, přičemž vytváří vodopády a peřeje. Ústí do Tichého oceánu.

## Vodní stav
Průměrný průtok vody činí 380 m³/s.

## Využití
Vodní doprava na řece není možná. Využívá se k zavlažování a zisku vodní energie.